# Nogarole Vicentino
Nogarole Vicentino település Olaszországban, Veneto régióban, Vicenza megyében. Lakosainak száma 1237 fő (2023. január 1.). Nogarole Vicentino Arzignano, Chiampo, Trissino, Altissimo, Brogliano és San Pietro Mussolino községekkel határos.

## Népesség
A település népességének változása:
| Lakosok száma | 1185 | 1206 | 1237 |
|               | 2017 | 2018 | 2023 |